# Saint-Laurent-d'Oingt
Pour les articles homonymes, voir Saint-Laurent.
Saint-Laurent-d'Oingt est une ancienne commune française située dans le département du Rhône en région Auvergne-Rhône-Alpes. Le 1er janvier 2017, elle a fusionné avec les communes du Bois-d'Oingt et d'Oingt pour former la commune nouvelle de Val d'Oingt. 
Son territoire composé de la vallée de l'Azergues (affluent de la Saône) et de plusieurs vallons (ruisseaux) et collines présente un intérêt écologique (rivière à truite, tourbières, gîtes à chauve-souris) et agronomique (vignobles). Le village, rural, a une population relativement stable depuis deux siècles, et compte 834 habitants en 2014. Le tourisme est développé autour du village, qui présente également une vie locale (école, poste, épicerie, équipements culturels et sportifs).

## Géographie
Situé au nord-ouest du versant méridional des collines du Beaujolais, au cœur de la région des  Pierres dorées, Saint-Laurent-d'Oingt est un petit village classé de 904 hectares à 420 m d'altitude, à 37 km de Lyon et 16 km de Villefranche-sur-Saône. Il dépend du canton du Bois-d’Oingt, à 4 km. 
Il est desservi par la D 385 (Route Buissonnière), qui passe dans la vallée et le relie à Létra et Chamelet au nord-ouest, Le Bois-d'Oingt au sud-est. L'aérodrome de Villefranche - Tarare est situé à proximité sur la commune de Frontenas. Le village a obtenu de nombreux prix (en 2010, deux fleurs au concours des villes fleuries). 
Liste des hameaux :
- Aduis (l’)
- Azergues ( l’)
- Barnigat (le)
- Bel-Air
- Berthier (le)
- Bussy
- Cambrion
- Caton
- Combe (la)
- Combesse
- Croix-Ficaud (la)
- Dalbepierre
- Forêt (la)
- Fourcon
- Genetière (la)
- Gonnet (le)
- Grands Prés (les)
- Granges (les)
- Guérillon (le)
- Jacquet (le)
- Michel (le)
- Montgelin
- Montjoly
- Moulin (le)
- Mussy[2]
- Namiers
- Nevert du Bas (le)
- Nevert du Haut (le)
- Oyasson (l’)
- Paradis
- Petits Ponts (les)
- Pierre-Blanche
- Pinot (le)
- Plaines (les)
- Polluy (le)
- Rabillière
- Roche (la)
- Sardinat
- Vacheron (le)
- Vernier (le)

### Topographie
Hormis l'excroissance du territoire au nord (Le Pinot) dont l'altitude monte à plus de 500 mètres (contreforts des crêts de Remont qui culminent à 649 mètres, sur la commune voisine de Ville-sur-Jarnioux), le territoire de Saint-Laurent-d'Oingt est constitué de vallons et collines. Ceux-ci sont situés entre 250 et 490 mètres d'altitude et orientés selon des axes nord-est / sud-ouest. Les vallons (ruisseau de Vervuis en limite nord-ouest, ruisseau de Tagnand, ruisseau de Fourcon) sont perpendiculaires à la vallée à fond plat de l'Azergues dans laquelle ils débouchent. Celle-ci descend en altitude de 272 à 252 mètres et constitue le point le plus bas de Saint-Laurent-d'Oingt. En limite sud-ouest, au-delà du creusement du lit de la rivière, les sols remontent jusqu'à 418 mètres (crêt des Femmes).

### Géologie
La zone dans laquelle se trouve Saint-Laurent-d'Oingt présente un intérêt géologique (avec notamment le gisement fossilifère et le gîte de Valtorte, et à proximité immédiate les circuits géologiques de « Pierres Folles », tous cités à l’inventaire des sites géologiques remarquables de la région Rhône-Alpes). Le territoire de Saint-Laurent-d’Oingt repose sur les assises primitives et les dépôts sédimentaires. À l’ouest, la terre est légère et siliceuse. À l’est, elle provient de l’effritement des assises du jurassique inférieur ; elle est siliceuse, silico-argileuse et silico-calcaire. La partie située à l’ouest contient des doses très moyennes d’azote et d’acide phosphorique.  Elle est pauvre en calcaire et contient assez de potasse. À l’est, le sol renferme des doses suffisantes de potasse. L’acide phosphorique et la chaux sont représentés par des chiffres plus élevés à l’ouest.

### Écologie
Saint-Laurent-d’Oingt fait partie d’une zone naturelle d'intérêt écologique, faunistique et floristique (ZNIEFF) de type II, qui délimite le haut bassin versant de l’Azergues et du Soanan. Les cours d’eau proprement-dits sont identifiés en ZNIEFF de type I (en raison de la présence de populations remarquables d’écrevisse à pattes blanches), de même que d’autres secteurs de grand intérêt biologique, notamment l’une des deux seules tourbières connues du département du Rhône et des gîtes à chauves-souris.
Classée en 1re catégorie piscicole sur les deux-tiers amont de son cours, l’Azergues traverse Saint-Laurent-d'Oingt dans la vallée. Elle est la principale rivière à truite du département du Rhône. Plusieurs groupements piscicoles sont identifiables dans l'Azergues des sources à la Saône. De l'amont vers l'aval on trouve ainsi la zone à Truite, la zone à Ombre (dont fait partie Saint-Laurent-d'Oingt), la zone à Barbeau et la zone à Brème. Divers poissons, dont certains sont en voie de disparition, vivent dans l'Azergues et ses affluents. Dans l’Aze et l’Ergues (les deux bras en amont de l’Azergues), l’Azergues jusqu'en aval de Lamure, le Soanan de sa source à la confluence du ruisseau de Dième, l’ensemble de leurs ruisseaux affluents, on trouve la truite et ses espèces d'accompagnement : chabot, lamproie de Planer, loche franche et vairon.

## Histoire

### Premières occupations humaines
Dans la période préhistorique, toute cette région était occupée : à quelques kilomètres de Saint-Laurent-d'Oingt, au Breuil sur les bords de l'Azergues, à 150 mètres en aval, on découvrit au XIXe siècle toute une station préhistorique.  À Saint-Laurent-d'Oingt, des découvertes permettent d'attester le passage  dans les mêmes lieux, à une époque très antérieure, d’hommes utilisant des outils en silex taillé, ainsi que des  nucléus, des lames, des racloirs et même une pointe de flèche, de l’époque de l’âge du cuivre (Chalcolithique environ moins 2 000 ans av. J.-C.).
Longtemps, aucune trace d'occupation pendant la période romaine ne fut attestée, tant au niveau archéologique que bibliographique.  Le sommet abrupt de cette montagne avait pourtant dû inciter les Romains à s'y établir pour protéger l'Iter Magnum, voie militaire reliant Feurs à Anse et passant par Oingt (suivant le tracé actuel de la route départementale No. 96), traversant le hameau ou mâs de l’Oyasson, pour rejoindre le prieuré, d'où elle descendait vers la Saône. Cette voie était encore fréquentée au Moyen Âge.
Des prospections récentes ont permis d’identifier trois sites, qui ont ensemble des points communs: la présence de tegulae qui atteste d’un bâti « à la romaine » sur les trois sites (couverture en tuiles de bâtiments en bois et pisé sur solin de pierre); chaque habitat possédait une meule en pierre de lave pour moudre le grain; chaque site a livré une quantité importante de tessons de céramique commune grise (ustensiles de cuisson : pot et marmite) et de céramique commune rouge (transport, stockage et  transformation des aliments : amphore, pichet, pot, plat, etc.).
Les trois sites ont aussi livré leur lot de vaisselle de table en céramique fine (sigillée et luisante) et en verre. Des ateliers de production ont été identifiés : Lezoux (Puy-de-Dôme), Portout (Savoie), Val de Saône (Rhône). Les matériaux trouvés sur un des sites semblent ceux d’une villa cossue, occupée (peut-être de façon discontinue) entre le IIIe et le Ve siècle, mais des tessons datables du Ier siècle apr. J.-C. sont présents en petit nombre sur le site, laissant penser à une implantation plus précoce.

### Moyen Âge
À l'origine couvertes de bois et de forêts, les terres de Saint-Laurent-d'Oingt appartenaient à Gaucerand de Sémur (aussi appelé Gaucerannus Libretz), dont le père, Fredeland de Semur, et son épouse Richarde, donnèrent le 1er août 1000 à l'abbaye de Savigny l'église de Saint-Laurent. L'abbaye y établit un prieuré, et le premier acte concernant Saint-Laurent-d'Oingt se trouve dans un terrier de l'abbaye de Savigny relatant cette donation. Saint-Laurent-d'Oingt  est mentionné dans le cartulaire de l'abbaye sous la forme Sanctus Laurentius de Iconio. 
Il n'y eut d'abord qu'un célérier dans l'abbaye de Savigny ; mais on fut obligé de diviser sa charge de bonne heure: le nom de Saint-Laurent, qu'on donnait au petit célérier, vient de ce qu'on unit à cet office le prieuré de Saint-Laurent-d'Oingt.  Le grand prieur de Savigny était en même temps prieur et cellérier de Saint-Laurent-d'Oingt et nommait à la cure.  Les bénédictins défrichèrent les terres et les concédèrent à ses premiers habitants moyennant une dîme. 
Dalmas Ier succéda à Gaucerand dans la baronnie de Sémur et la seigneurie de Saint-Laurent, et confirma le don qui avait été fait. La seigneurie se trouvant aux confins du Lyonnais et du Beaujolais était isolée et mal fréquentée. Damas Ier pria Guichard le Vieux, Seigneur d'Oingt (Senior de Iconio), fils d'Umfred d'Oingt, de protéger l'abbaye de Savigny contre les tentatives de spoliateurs. Son fils, Falque (Falco) d'Oingt, protégea aussi l'abbaye de Savigny. Cet exemple ne fut pas suivi par Robert d'Oingt dont une charte de 1128 nous apprend qu'il renonça toutefois à ses prétentions sur les prières de l'abbé, et qu'il s'engagea pour lui et ses successeurs à respecter les possessions de l'abbaye. 
Le Grand Célérier de Savigny avait l'obligation de donner aux lépreux cinq œufs tous les mercredis, vendredis et samedis du 17 décembre au 23 juin, obligation à laquelle était aussi soumis à son tour le Célérier de Saint-Laurent du 23 juin au 17 décembre. On trouve dans les archives de Savigny mention d'un célérier de Saint-Laurent, Étienne Grollier, qui avait si bien mérité de son ordre qu'il fut établi après sa mort que l'on irait jeter de l'eau bénite sur sa tombe et y réciter des prières après la grand-messe hebdomadaire (ce qui se faisait encore en 1757). Le prieuré disparu dès le commencement du XIIIe siècle, mais subsista comme bénéfice.
Le Lyonnais, terre d’empire, fut annexé au royaume de France en 1314. Le Beaujolais allié de la France, ne devint français qu’à la fin du XVe siècle. Oingt, Sainte-Paule et Saint-Laurent d'Oingt, mais aussi Ville-sur-Jarnioux se trouvaient à la frontière en Lyonnais. Un extrait des registres de la cour des aides fait état d'un différend entre les habitants de Saint-Laurent d'Oingt et ceux du Bois-d'Oingt et Légny en 1517.
Le fief de la Forest, dont le château contrôlait la vallée du Fourcon conduisant à Oingt et était alimenté en farine par le moulin Chabost (ou "des planches de Chabost") sur la rivière de l'Azergues, existait dès le XVe siècle. Outre le moulin Chabost, les dépendances incluaient aussi la ferme de la Rabillière, les Molières, et le domaine de la Jaïetière (Gennetière).
En 1482, Guillaume Romain, seigneur de la Forest à Saint-Laurent-d'Oingt, établit une chapelle en l'honneur de Saint-Michel dans l'église du Bois-d'Oingt. Il est possible que le fief de la Forest lui ait été concédé en lien avec la donation, quelques années auparavant, en 1476, du fief du Bois-d'Oingt par Jean II de Bourbon à son frère, Pierre de Bourbon, fils naturel de Charles Ier, duc de Bourbon.

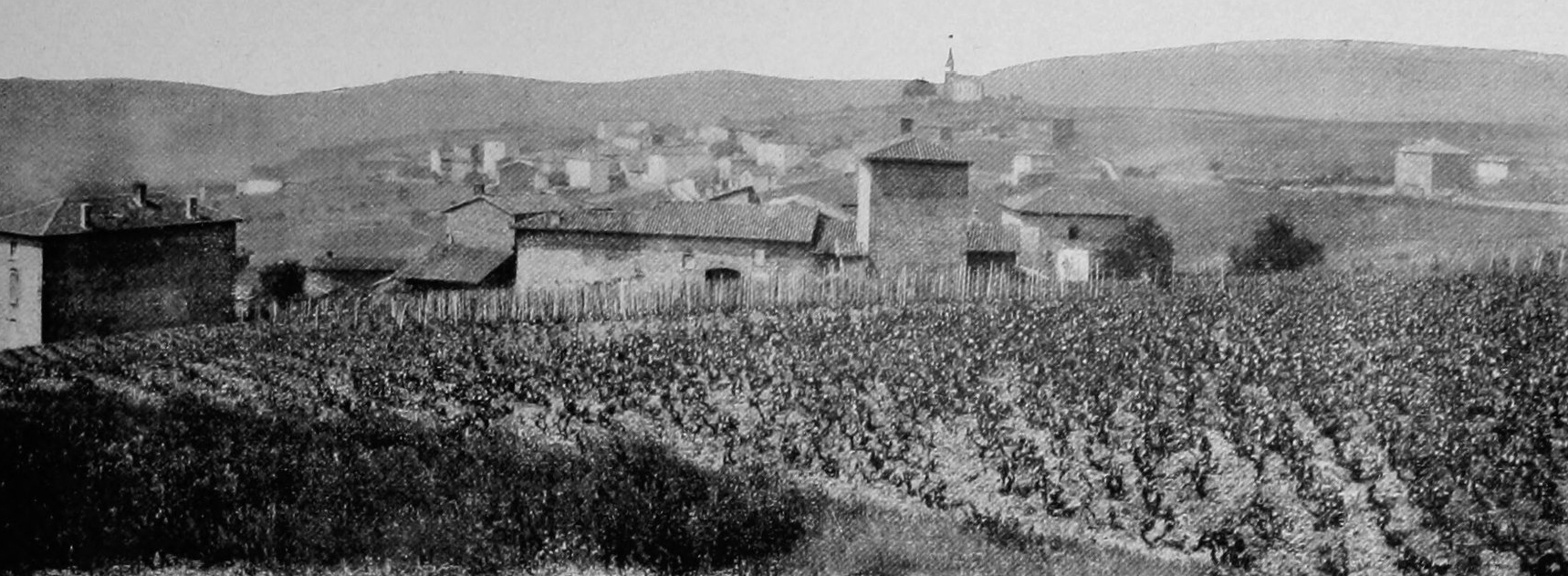
Vue du hameau Le Gonnet, à proximité des anciens bâtiments du prieuré de Saint-Laurent-d'Oingt.

### Époque moderne
Avant la Révolution française, Sainct Laurens d’Oingt était un village et paroisse dans la province du Lyonnais. La paroisse, avant 1789, englobait celle de Sainte-Paule et de Moiré (qui devinrent communes à part entière en 1791, lors de la création des communes). 
Le hameau Dalbepierre tient son nom de la famille d’Albepierre, qui parait être originaire de Ternand, où elle existait au XVIe siècle, et était présente à Oingt en 1581. 
André Romain, ayant été anobli en juin 1522, était seigneur de la Forest en 1531. Il eut des démêlés avec les habitants du Bois-d'Oingt  qui n'acceptèrent que difficilement, et seulement après moult procès, qu'ayant été récemment anobli, il ne fut pas soumis à la taille. Son fils Pierre lui succéda, suivi en 1574, par un autre fils noble Antoine Romain. Antoine Romain épousa le 27 septembre 1552 Étiennette du Rousset (alias de Rosset), fille de Jean du Rousset (ou de Rosset), seigneur d'Amareins, dont naquirent trois filles, qui devinrent toutes les trois religieuses.
Par le biais des successions et remariages, la Forest passa d'Étiennette du Rousset au Bastard Pompée de la Balme, fils naturel de Jean Louis de la Balme, puis à Philiberte de Ronchevol. Philiberte de Ronchevol s'étant remariée avec Prosper de Bachod, ces derniers vendirent la Forest le 9 mai 1608 à Benoît de Pomey, qui en fit hommage, le 19 décembre suivant, à la vicomtesse et baronne d'Oingt. 

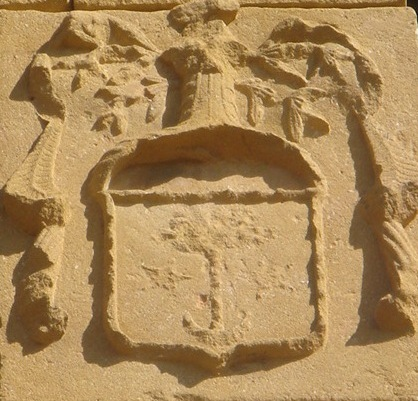
Blason de Pomey sur une façade à Saint-Laurent-d'Oingt: D'argent, au pommier arraché de sinople, fruité d'or, et soutenu d'un croissant d'azur accosté de deux étoiles de gueules

Benoît de Pomey laissa la Forest à son neveu Hugues de Pomey, prévôt des marchands de Lyon, qui la légua à son cousin et filleul, autre Hugues de Pomey. Le 10 novembre 1699, Hugues de Pomey vendit le fief et maison forte, domaines et dépendances, de la Forest à Claude Desportes, bourgeois de Lyon.
Tout près du fief de la Forest se trouve la petite terre de Vacheron, qui fut le patrimoine d’Étienne de Vacheron (+1616), l’un des 120 chevaucheurs de la grande écurie du roi, ou courriers du roi. Étienne de Vacheron avait épousé Bénigne Olifant (+1616) fille de Jean Olifant (1555-1596/1601). Les Vacherons étaient alliés aux Olifants de Prosny, alliés eux-mêmes aux Bourbons par le mariage de Pierre d’Olifant contracté en 1492 avec une petite-fille de Charles de Bourbon, comte d’Auvergne.
Jusqu'à la date du 5 mars 1710, la paroisse de Saint-Laurent-d'Oingt eût deux seigneurs : le baron, vicomte d'Oingt ; et l'abbaye de Savigny. Par acte du 5 mars 1710, la portion du territoire relevant de la vicomté d'Oingt changea de seigneur, Charles François de Chateauneuf de Rochebonne, vicomte d'Oingt, vendant à Charles Cachot, écuyer, seigneur de Combefort (au Bois d'Oingt) et de Courbeville (à Chessy) la Justice Haute, Moyenne et Basse de la paroisse de Saint-Laurent-d'Oingt. 
Charles Cachot, alors seigneur de Saint-Laurent, vendit le fief de Combefort et tous les droits sur la paroisse de Saint-Laurent-d'Oingt à Jean Gervais, bourgeois non anobli vers 1720. Demoiselle Louise Gervais devint 'Dame de Saint-Laurent' par adjudication du fief de Combefort et dépendances le 5 mai 1733. À la fin du XVIIIe siècle, la maison-fort de Combefort, situé à l'extrémité occidentale de la paroisse, était le chef-lieu de la seigneurie.

### Époque contemporaine
Pendant la Révolution française, les bâtiments de l'ancien prieuré et les terres qui en dépendaient furent vendus comme biens nationaux. Durant une courte période, Saint-Laurent-d'Oingt s'appela Laurent-d'Azergues, puis Brancillon. En effet, une délibération du Département du Rhône en date du 11 frimaire an II disposa que « les conseils généraux des communes dont le nom est celui d’un saint [...] s’assembleront sans délai pour changer ces noms en d’autres qui seront conformes à la Révolution ». À partir de 1790, la commune de Saint-Laurent-d'Oingt fut incluse dans le département du Rhône-et-Loire, dans le canton de Villefranche-sur-Saône. 
On trouve mention de personnes originaires du village qui furent victimes de la révolution: Claude Danguin, cabaretier né à Saint-Laurent-d'Oingt et résidant à Lyon fut condamné par la Commission révolutionnaire de Lyon et fusillé (à l'âge de  42 ans) le 13 décembre 1793, avec pour motif d'accusation : « Caporal et contre-révolutionnaire »; Claude Magny, domestique né à Saint-Laurent-d'Oingt, et résidant à Lyon, fut condamné par la Commission révolutionnaire de Lyon et guillotiné (à l'âge de 44 ans) le 29 décembre 1793, avec pour motif d'accusation : « Grenadier, pris à la sortie les armes à la main ».
La famille Desportes, seigneurs de la Forest, fournit un maire à la commune de Saint-Laurent-d'Oingt, en la personne de Claude Étienne Toussaint Desportes, de 1815 à 1830.
Un roman historique de Jean Reby-Fayard, Pierrette, des Vignes aux Tranchées, relate la participation des habitants de Saint-Laurent-d'Oingt et des villages voisins - et le lourd tribut payé par eux - au premier conflit mondial.

## Politique et administration
| Période                                  | Période | Identité                           | Étiquette | Qualité |
| ---------------------------------------- | ------- | ---------------------------------- | --------- | ------- |
| 1808                                     | 1809    | Claude Marduel                     |           |         |
| 1811                                     | 1813    | Claude Marduel                     |           |         |
| 1815                                     | 1830    | Claude Etienne Toussaint Desportes |           |         |
| -                                        | 1854    | Claude Marduel                     |           |         |
| 1854                                     | -       | Jean-Pierre Marie Papillon         |           |         |
| 1945                                     | -       | Lucien Châtelus                    |           |         |
| 2001                                     | 2008    | Jean-Claude Chavand                | DVD       |         |
| 2008                                     | 2016    | Paul Périgeat                      |           |         |
| Les données manquantes sont à compléter. |         |                                    |           |         |

En juillet 2016, les municipalités d'Oingt, du Bois-d'Oingt et de Saint-Laurent-d'Oingt votent un regroupement en une seule commune portant le nom de Val d'Oingt.
| Période      | Période      | Identité           | Étiquette | Qualité |
| ------------ | ------------ | ------------------ | --------- | ------- |
| 2017         | juillet 2020 | Paul Périgeat      |           |         |
| juillet 2020 | En cours     | Emmanuel Montabone |           |         |

## Démographie
L'évolution du nombre d'habitants est connue à travers les recensements de la population effectués dans la commune depuis 1793. À partir du 1er janvier 2009, les populations légales des communes sont publiées annuellement dans le cadre d'un recensement qui repose désormais sur une collecte d'information annuelle, concernant successivement tous les territoires communaux au cours d'une période de cinq ans. 
Pour les communes de moins de 10 000 habitants, une enquête de recensement portant sur toute la population est réalisée tous les cinq ans, les populations légales des années intermédiaires étant quant à elles estimées par interpolation ou extrapolation. Pour la commune, le premier recensement exhaustif entrant dans le cadre du nouveau dispositif a été réalisé en 2008,.
En 2014, la commune comptait 834 habitants, en évolution de +3,09 % par rapport à 2009 (Rhône : +5,46 %, France hors Mayotte : +2,49 %).
| 1793 | 1800 | 1806 | 1821 | 1831 | 1836 | 1841 | 1846 | 1851 |
| ---- | ---- | ---- | ---- | ---- | ---- | ---- | ---- | ---- |
| 708  | 580  | 882  | 765  | 771  | 753  | 813  | 789  | 805  |

| 1856 | 1861 | 1866 | 1872 | 1876 | 1881 | 1886 | 1891 | 1896 |
| ---- | ---- | ---- | ---- | ---- | ---- | ---- | ---- | ---- |
| 739  | 727  | 789  | 777  | 787  | 815  | 854  | 741  | 795  |

| 1901 | 1906 | 1911 | 1921 | 1926 | 1931 | 1936 | 1946 | 1954 |
| ---- | ---- | ---- | ---- | ---- | ---- | ---- | ---- | ---- |
| 757  | 752  | 706  | 637  | 640  | 597  | 565  | 542  | 533  |

| 1962 | 1968 | 1975 | 1982 | 1990 | 1999 | 2008 | 2013 | 2014 |
| ---- | ---- | ---- | ---- | ---- | ---- | ---- | ---- | ---- |
| 519  | 518  | 531  | 543  | 653  | 726  | 812  | 830  | 834  |

La population était supérieure à 700 habitants depuis le début du recensement (1793) et durant tout le XIXe siècle, à l'exception de l'année 1800 (580 hab., repère A). Elle baissa pour la première fois en dessous de ce seuil à la suite de la Première Guerre mondiale (597 hab., repère B). Elle décrut ensuite assez régulièrement à chaque recensement jusqu'en 1962, repère C (exode rural?), pour n'augmenter qu'à partir du recensement de 1968. La croissance du village s'est accélérée dans les années 1980 (repère D), mais n'a jamais retrouvé son niveau de 1806 (882 habitants).

## Économie
Quelques équipements de base (poste, épicerie) permettent un commerce de proximité. Les éditions Mnémos ont leur siège social à Saint-Laurent-d'Oingt.

### Agriculture
Vers 1900, la surface cultivée de Saint-Laurent-d’Oingt s’étendait sur 837 hectares. La vigne couvrait l’essentiel de la commune (602 hectares). Le vin produit sur la partie granitique était réputé tendre et agréable à boire, tandis que celui récolté à l’est plus corsé et de longue garde.
On y cultivait aussi : le froment (58 hectares) le seigle (2 hectares), l’avoine (4 hectares), les pommes de terre (2 hectares), les betteraves fourragères (2 hectares), le trèfle et la luzerne (25 hectares), le colza (2 hectares). Le reste était constitué de prairies naturelles, irriguées et non-irriguées (114 hectares) de jardins (3 hectares), bois (18 hectares) et vassibles (15 hectares).
La vigne occupe aujourd'hui 360 hectares, une quarantaine d'exploitants produit le vin AOC Beaujolais, soit en cave particulière soit à la cave Beaujolaise dont la situation lui vaut le titre de « Belvédère des Pierres Dorées ». Le week-end suivant le troisième jeudi de novembre, a lieu l'opération « portes ouvertes », pour la dégustation du « Beaujolais nouveau ».

### Tourisme
Plusieurs gîtes ruraux et chambres d'hôtes, gérés par des habitants de Saint-Laurent-d'Oingt, contribuent au dynamisme de l'économie locale.

## Équipements et services

### Transports
Plusieurs lignes ferroviaires en direction de Lyon ou Lozanne desservent les gares voisines de Ternand et de  Bois-d'Oingt - Légny.

### Enseignement
La commune fait partie de l'académie de Lyon.
Une nouvelle école écologique (avec géothermie), construite en 2010, accueille trois classes. Elle est équipée d'une salle de motricité et d'une salle informatique. Une cantine permet l'accueil des enfants le midi. 
Le collège se situe sur la commune du Bois-d'Oingt. Les lycées sont à Villefranche-sur-Saône, Tarare ou L'Arbresle. Le Centre d'information et d'orientation (CIO) est à Villefranche.

### Sports et loisirs
La commune est équipée d'un stade et d'un terrain de pétanque, ainsi que d'une bibliothèque et d'une salle des fêtes.
Différentes activités sont possibles localement.
- Circuits dans le Beaujolais, à la découverte de la vigne et du vin.
- Randonnées pédestres ou à VTT au pays des « Pierres dorées ».
- Visite de Lyon, capitale des Gaules (ville classée au patrimoine mondial de l'humanité).
- Visite des musées et des villages des pierres dorées.
- Équitation au centre équestre de Légny (5 km).
- Plans d'eau (pêche ou baignade).
- Balade à moto ou en voiture sur les petites routes bucoliques.
- Circuits géologiques de « Pierres Folles »
- Parcs ornithologiques

### Santé
On trouve une pharmacie et plusieurs médecins au village voisin du Bois d'Oingt. Un centre Soins de Santé et Réadaptation(SSR) et une clinique vétérinaire sont également présents sur cette commune.

## Vie locale
- La fête organisée en l'honneur des Saint-Laurent de France se déroule tous les deux ans.
- La fête des classes est une fête annuelle s'étalant sur un week-end.
- Chaque année, le 22 janvier, fête du patron des vignerons, Saint-Vincent, quatre viticulteurs et un représentant d’une profession liée de près ou de loin à la viticulture, choisis par ceux de l’année précédente, sont nommés « Vincents » et « Vincent d’honneur », chargés, après la « tournée » qui consiste à passer dans toutes les maisons pour en informer les habitants, d’organiser les festivités. La fête commence par une messe en l’honneur du saint, se poursuit par une dégustation  des Beaujolais produits sur la Commune (cave coopérative et producteurs indépendants) et se termine par un (ou plutôt deux) banquet(s), suivi(s) de chants à midi et de danses le soir.

### Cultes
Le culte catholique est pratiqué à l'église. La messe y est célébrée à 9 h le 4e dimanche des mois impairs. Tous les dimanches et fêtes la messe est célébrée à 10 h 30 au Bois d’Oingt. 
Autrefois une paroisse à part entière, Saint-Laurent-d'Oingt fait aujourd'hui partie de la paroisse Saint-Vincent des Pierres dorées, laquelle réunit 19 communes du Beaujolais correspondant au canton du Bois d’Oingt plus Alix. 
L'église de Saint-Laurent-d'Oingt, qui fut à une époque la chapelle du prieuré de Saint-Laurent, peut accueillir environ 250 personnes. L'accès n'est pas aménagé pour les personnes handicapées.

### Environnement
La collecte des déchets est réalisée par l'intercommunalité. Celle-ci a par ailleurs équipé la commune d'une déchèterie intercommunale.
Le syndicat d'assainissement du Val d'Azergues participe à l'assainissement communal (pose d'un collecteur de Saint-Laurent à Chamelet, de 2010 à 2012).

## Culture locale et patrimoine

### Lieux et monuments
- Le village de pierres dorées surplombant le vignoble.
- L'église avec galonnière, inscrite aux MH, et dont le bénitier du XVe siècle est classé à l'inventaire supplémentaire des monuments historiques. Cette église est composée de trois nefs voûtées, avec chapelles latérales. Les embellissements, réalisés à différentes époques rendent difficile la fixation de la date précise de sa construction primitive. On peut toutefois affirmer que Jacques de Ronchevol, prieur de Saint-Laurent, et célérier de Savigny, est le bâtisseur de la chapelle portant les armoiries de sa famille dans un écusson (d'or à l'aigle à deux têtes de gueules béquée et membrée d'azur)[47]. À moins qu'il ne s'agisse des armes de Beck, ce que d'autres soutiennent. D'une construction plus moderne, le chœur est d'une coupe assez gracieuse et vaste, une boiserie d'un beau travail en dessine la circonférence. Il est terminé par un jubé en fer décoré de statues et vitraux de couleur.
- Une chapelle gothique, Notre-Dame de Saint-Laurent, fut érigée en 1861 en l'honneur de l'Immaculée conception. Elle est perchée sur le point culminant, au cimetière, auquel on accède par des marches depuis le village (on raconte qu'un sculpteur tomba d'un quatrième étage sans se faire aucun mal parce qu'il  avait fait don à la chapelle de deux chapiteaux sculptés par lui afin obtenir d'être préservé de tout accident[48]). Le cimetière, qui entourait autrefois l'église, fut déplacé pour raison d'hygiène au haut de la colline en 1848. Sur certaines des tombes du cimetière, on trouve parfois indiqué le hameau d'origine des familles.

- Un lavoir, une croix.
- Les bâtiments de l'ancien prieuré de l'abbaye de Savigny à l'Oyasson, dominant le village (propriété privée).
- Le château de la Forest : château du XVIe siècle, du fief du même nom, dont une partie (y compris une des deux tours principales) fut démolie à la fin du XIXe siècle et reconstruite dans le style Napoléon III (propriété privée).
- L'école du village (avec son site entièrement réalisé par les enfants de Cycle 3)[49].

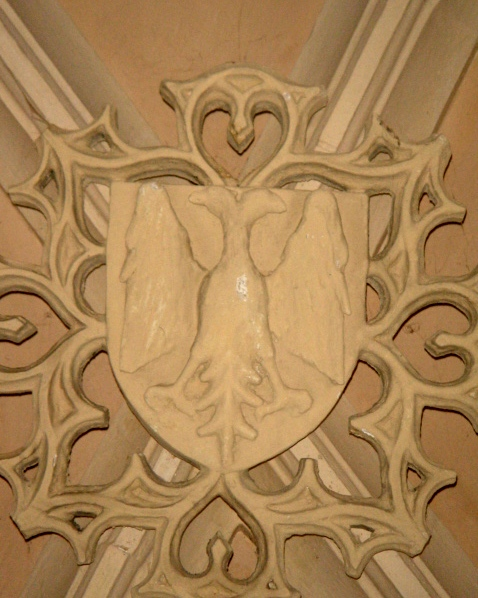
Blason sur la clef de voûte d'une chapelle latérale dans l'église de Saint-Laurent-d'Oingt.
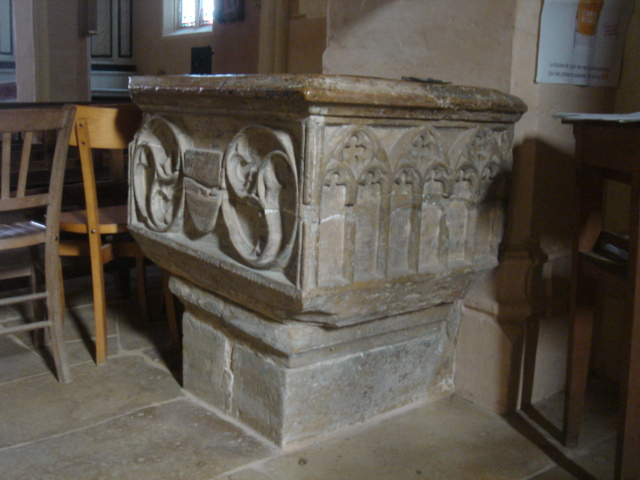
Bénitier de l’église de Sant-Laurent-d'Oingt .
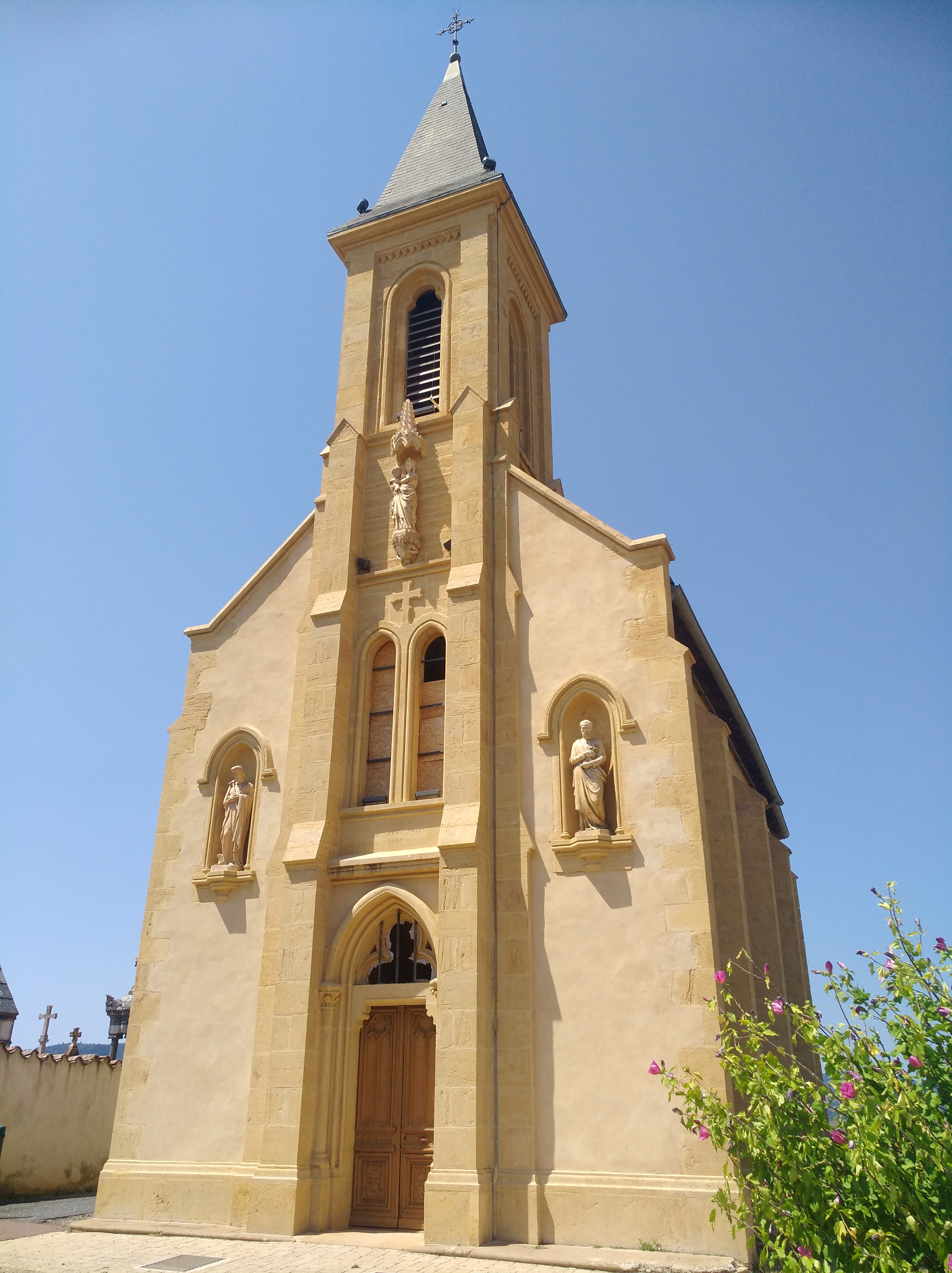
Chapelle de Saint-Laurent-d'Oingt.
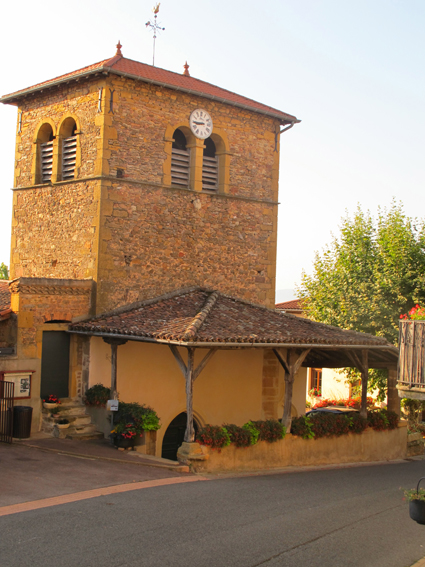
Église de Saint-Laurent d'Oingt.
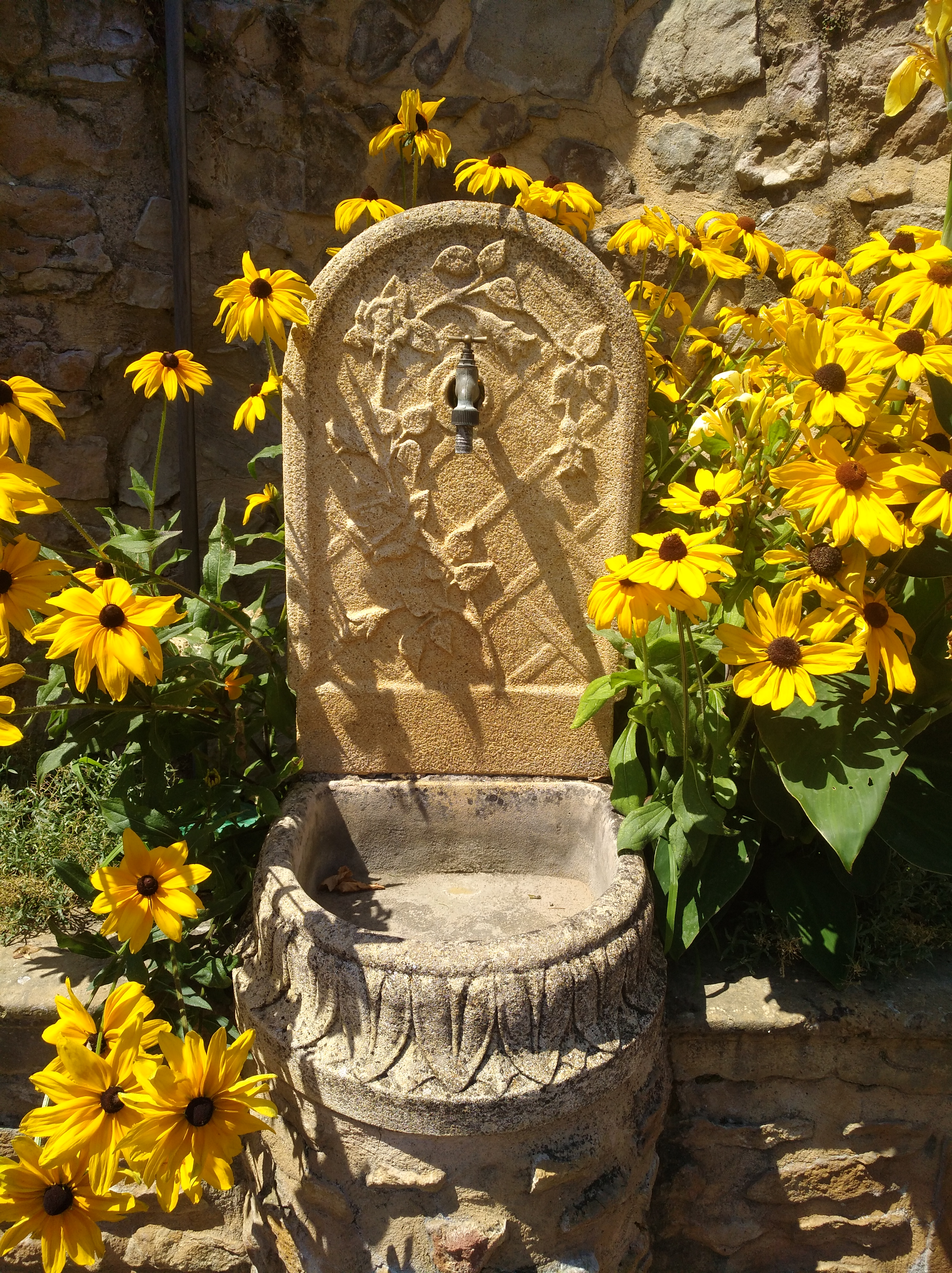
Fontaine dans le centre de Saint-Laurent-d'Oingt.

### Espaces verts et fleurissement
En 2014, la commune de Saint-Laurent-d'Oingt bénéficie du label « ville fleurie » avec « deux fleurs » attribuées par le Conseil national des villes et villages fleuris de France au concours des villes et villages fleuris.

### Personnalités liées à la commune

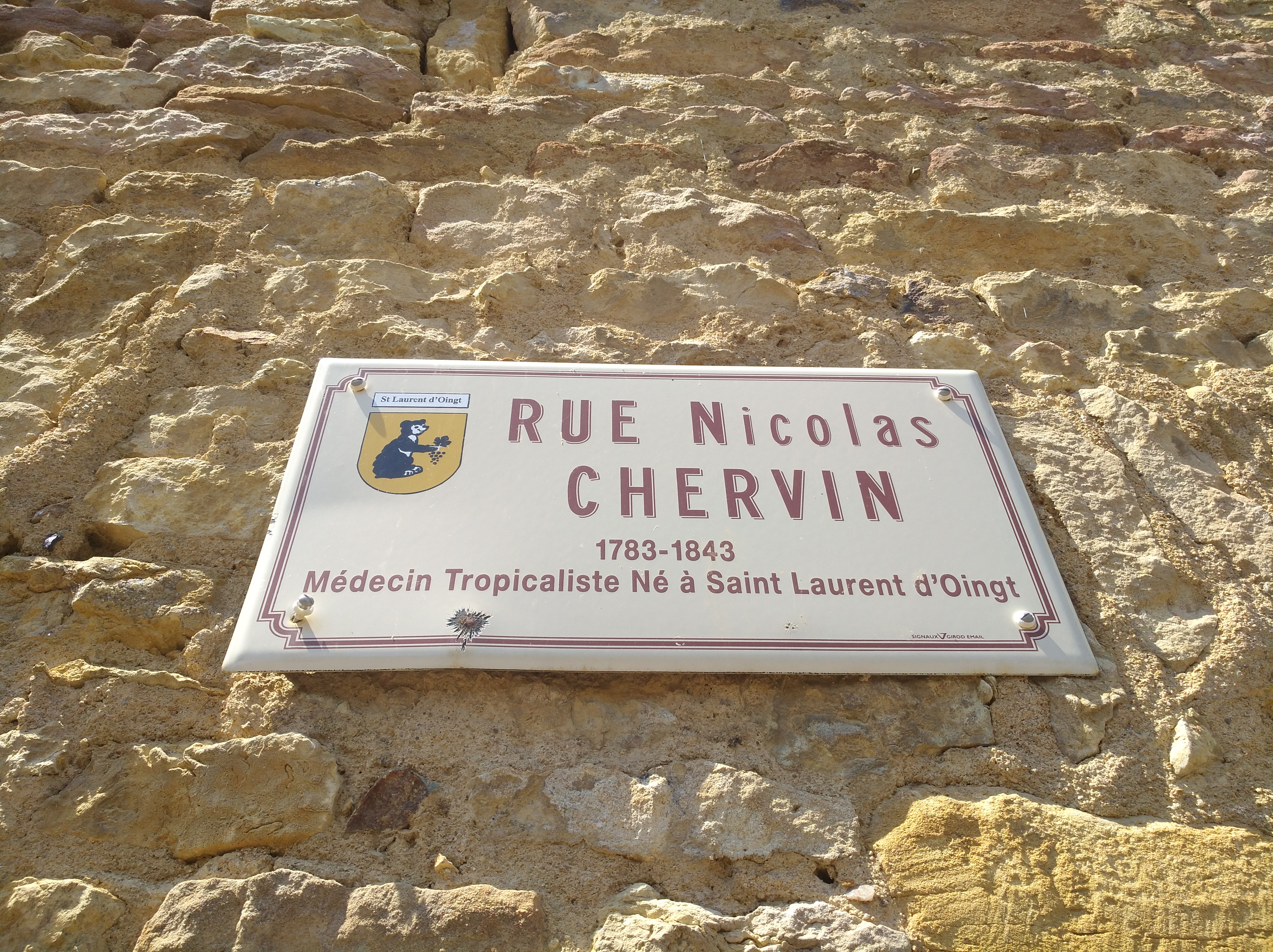
Plaque de la rue Nicolas Chervin

- Nicolas Chervin : médecin tropicaliste né à Saint-Laurent-d'Oingt en 1783, et dont la famille y demeurait, il a laissé un nom célèbre dans les annales de la médecine. Un des représentants les plus distingués de l'école des non-contagionistes, il est connu pour ses travaux sur le choléra et la fièvre jaune, et ses voyages en Guadeloupe, Martinique et Espagne. Il fut récompensé par l'Institut de France en 1828[51]. Nicolas Chervin mourut à Bourbonne-les-Bains en 1843. Une rue rappelle sa mémoire à Saint-Laurent-d'Oingt.